# Ceroctis kanongana
Ceroctis kanongana is een keversoort uit de familie van oliekevers (Meloidae). De wetenschappelijke naam van de soort is voor het eerst geldig gepubliceerd in 1957 door Kaszab.